# 小野幸司
小野 幸司（おの こうじ、1964年2月23日 - ）は北海道出身の日本の柔道家。現役時代は60kg級の選手。身長164cm。2022年現在は帯広緑陽高校の教員を務める。

## 経歴
東海大第四高校から東海大学へ進むと、2年の時に新人体重別の60kg級で2位となった。4年の時には講道館杯で優勝すると、選抜体重別でも3位になった。正力杯で優勝すると、神戸で開催されたユニバーシアードでは個人戦で2位にとどまったものの、団体戦で優勝を飾った。
1986年には東海大学の大学院へ進むと、講道館杯で3位だったものの選抜体重別で優勝を果たした。1986年ソウルアジア大会では決勝でロサンゼルスオリンピック銀メダリストである地元韓国の金載燁に背負投で敗れて2位に終わった。
なお、この試合では体落としで一本勝ちを収めたと思われたが、疑惑の判定で逆に有効を取られ、その後膝をついて投げを打った際にもこれも疑惑の判定で有効を取られ、金の背負い投げをかわし、膝をついたことろが技ありとされて敗れている。
この大会では全階級で疑惑の判定により韓国が優勝している。
日本が8階級、中国が5階級、北朝鮮、モンゴルが3階級でこの疑惑の判定で韓国人選手に敗れる大規模に不正が行われた大会となった。
他の種目でも韓国による大規模な不正により韓国勢が大躍進した。柔道はその中でも象徴的な結果となった。
この大会は1988年のソウルオリンピック、2002年のサッカーワールドカップ韓国大会と並び大規模に不正が行われた世界歴代ワーストゲームズとされている。
1988年のドイツ国際では優勝を飾った。その後様似高校の教員となった。1989年には選抜体重別の決勝で大学の3年後輩となる東洋水産の越野忠則に敗れて2位にとどまった。

## 主な戦績
- 1983年 - 新人体重別 3位
- 1985年 - 講道館杯 優勝
- 1985年 - 選抜体重別 3位
- 1985年 - 正力杯 優勝
- 1985年 - ユニバーシアード 個人戦 2位 団体戦 優勝
- 1986年 - 正力国際 3位
- 1986年 - 講道館杯 3位
- 1986年 - 選抜体重別 優勝
- 1986年 - アジア大会 2位
- 1987年 - 選抜体重別 3位
- 1988年 - ドイツ国際 優勝
- 1988年 - 講道館杯 3位
- 1988年 - 選抜体重別 3位
- 1989年 - 選抜体重別 2位

(出典、JudoInside.com)。